# الزمار (فلم)
الزمار هو فيلم دراما مصري من إخراج عاطف الطيب وبطولة نور الشريف، بوسي، صلاح السعدني، محسنة توفيق، توفيق الدقن ونعيمة الصغير، صدر الفيلم في 1 يناير 1985. تم تصوير معظم مشاهد الفيلم بقرية بمحافظة أسيوط في صعيد مصر.

## نبذه
الزمار حسن شاب مُطارد بعد أن كان طالبًا في كلية الهندسة وقدم مسرحية لم ترق للسلطات مع فريق التمثيل بالكلية، ينتقل من قرية إلى قرية في الصعيد، بحثًا عن الأمان والإستقرار، ويستقر به المقام في قرية (العرابة) بائعًا في بقالة.

## طاقم العمل
- نور الشريف بدور الزمار حسن
- بوسي بدور دولت
- صلاح السعدني بدور عبد الله
- محسنة توفيق بدور مريم
- توفيق الدقن بدور جابر
- نعيمة الصغير بدور نبوية
- أحمد بدير بدور علام بيك
- ناهد سمير بدور عنايات

## وصلات خارجية
- مقالات تستعمل روابط فنية بلا صلة مع ويكي بيانات